# Кулурис, Джордж
Джордж Кулурис (англ. George Coulouris) (1 октября 1903 — 25 апреля 1989) — английский актёр театра и кино, более всего известный своими бродвейскими и голливудскими работами 1930—40-х годов.
«Высокого роста, с аристократической манерой речи», «огромными плечами, вытянутой головой и прикрытыми глазами, Кулурис был естественным выбором на зловещие роли». Кулурис создал галерею преступников и злодеев в десятках спектаклей и фильмов. «Хотя как актёр он был весьма искусен в исполнении ролей злодеев, особенно, богатых бизнесменов, но он не менее хорошо умел исполнять благородные роли».
Начав карьеру в 1926 году в лондонском театре «Олд Вик», с 1929 года Кулурис стал играть на бродвейской сцене, а в 1937 году стал членом-основателем Театра «Меркурий» Орсона Уэллса. Добившись признания как театральный актёр, с 1933 года Кулурис стал работать как характерный актёр в кино, «специализируясь на исполнении ролей чистых злодеев».
Кулурис сыграл в 80 художественных фильмах, среди них мелодрама «Всё это, и небо в придачу» (1940), общественно-политическая драма «Гражданин Кейн» (1941), военная драма «По ком звонит колокол» (1943), мелодрама «Мистер Скеффингтон» (1944), историческая драма «Жанна д’Арк» (1948), историческая драма «Я обвиняю!» (1958), приключенческий триллер «Арабеска» (1966), тюремная драма «Мотылёк» (1973) и детектив «Убийство в „Восточном экспрессе“» (1974). Фильмами в которых Кулурис сыграл свои наиболее значимые роли, стали также военная драма «Дозор на Рейне» (1943), фильмы нуар «Женщина на поезде» (1945), «Вердикт» (1946) и «Никто не вечен» (1946), приключенческая драма «Изгнанник с островов» (1951), биографическая драма «Малер» (1974) и комедия «Ритц» (1976).

## Ранние годы
Джордж Кулурис родился 1 октября 1903 года в Манчестере, Англия, в семье англичанки и торговца греческого происхождения. Он вырос и получил среднее образование в Манчестере и его окрестностях. Когда Кулурису было 20 лет, он решил стать актёром, однако родители были против его желания. Тогда он сбежал из дома, но первоначально стал работать официантом на трансатлантическом лайнере «Маджестик».
В конце концов, Кулурису удалось поступить в Центральную школу драматического искусства в Лондоне. После её окончания в 1925 году он дебютировал на лондонской сцене в шекспировском театре «Олд Вик» в спектакле «Генрих V». Вскоре Кулурис добился заметного успеха на театральной сцене после того, как в 1926 году сыграл главную роль Янка в первой британской постановке пьесы Юджина О’Нила «Волосатая обезьяна».

## Театральная карьера в США (1929—1966)
К 1929 году Кулурис перебрался на Бродвей, где сыграл свою первую роль (монаха Петра) в современной версии шекспировской пьесы «Мера за меру», которая шла под названием «Новичок и Герцог» (1929—1930). Кулурис продолжал работать на Бродвее на протяжении всех 1930-х годов. За этот период он сыграл в двенадцати спектаклях, среди них «Покойный Кристофер Бин» (1932—1933), «Мария Шотландская» (1933—1934) и «Святая Жанна» (1936). В 1933 году Кулурис впервые сыграл в кино в комедии Сэма Вуда «Кристофер Бин» (1933), повторив свою роль из бродвейского спектакля.
В 1936 году Кулурис познакомился с Орсоном Уэллсом, когда они вместе играли в спектакле по пьесе Сидни Кингсли «Десять миллионов призраков». Уэллс пригласил Кулуриса стать членом-основателем создаваемого им Театра «Меркурий», что стало «важной вехой в карьере Кулуриса».
В 1937 году в спектакле Театра «Меркурий» Кулурис сыграл роль Марка Антония в успешной дебютной постановке шекспировской трагедии «Юлий Цезарь» (1937), в которой актёры играли в современных костюмах. В 1938 году Кулурис сыграл в ещё в двух спектаклях Театра «Меркурий» — в комедии Томаса Деккера «Праздник башмачника» (1938) и пьесе Бернарда Шоу «Дом, где разбиваются сердца» (1938). В 1938—1940 годах Кулурис играл также в программах Театра «Меркурий» на радио CBS — «Театр Меркурий в эфире» и «Театр „Кэмпбелл“».
В 1940 году Кулурис отправился вместе с Уэллсом в Голливуд, чтобы сыграть в его знаменитой ныне картине «Гражданин Кейн» (1941). Дальнейшая карьера Кулуриса в США была связана в основном с кинематографом, хотя время от времени он возвращался на бродвейскую сцену.
В 1941—1942 годах Кулурис играл роль графа Тека де Бранковича в спектакле по пьесе Лилиан Хеллман «Дозор на Рейне». Рецензируя спектакль в «Нью-Йорк таймс», критик Брукс Эткинсон восхищался «ясным и неуловимо отталкивающим исполнением Кулурисом роли румына-шантажиста Тека де Бранковича». В 1943 году на основе своего спектакля режиссёр Херман Шамлин сделал фильм, пригласив на главные роли Бетт Дейвис, Пола Лукаса и Джеральдин Фитцджеральд, при этом Кулурис сохранил свою театральную роль де Бранковича в фильме.
В 1943 году Кулурис поставил на бродвейской сцене трагедию «Ричард III», в которой сыграл заглавную роль, продемонстрировав всё своё мастерство в создании образов злодеев. Критик Жорж Жан Натан заметил, что Кулурис напомнил ему в этой роли «экранного Белу Лугоши, скрещённого с оперным Квазимодо».
В 1948 году Кулурис вновь вернулся в бродвейский театр, сыграв в трёх спектаклях. Последний раз Кулурис сыграл на Бродвее в 1966 году в спектакле по пьесе Жана-Поля Сартра «Затворники Альтоны».

## Голливудская карьера (1940—1948)
Свою первую роль в Голливуде Кулурис сыграл в 1933 году на студии «Метро-Голдвин-Майер» в комедии Сэма Вуда «Кристофер Бин» (1933). В основу фильма лёг бродвейский спектакль, в котором Кулурис играл роль алчного художественного критика, который хочет даром заполучить картины художника, неожиданно ставшего знаменитым через десять лет после смерти. Хотя большинство ролей в фильме сыграли другие актёры (Мари Дресслер и Лайонел Бэрримор), Кулурис был одним из немногих, кто сыграл ту же роль, которую он играл в театральной постановке.
Свою следующую роль в Голливуде Кулурис сыграл лишь семь лет спустя. Когда в 1940 году Уэллс направился в Голливуд снимать «Гражданина Кейна», Кулурис поехал вместе с ним, и сразу стал востребованным характерным актёром. В 1940 году он сыграл небольшие роли слуги в мелодраме Анатоля Литвака «Всё это и небо в придачу» (1940) с Бетт Дейвис и Шарлем Буайе, а также адвоката в романтической комедии «Та самая дама» (1940) с Брайаном Ахерном, Ритой Хейуорт и Гленном Фордом.
В 1941 году вышла классическая драма Орсона Уэллса «Гражданин Кейн» (1941) о судьбе газетного магната, рвущегося к вершинам политической власти, но в итоге терпящего крах под грузом собственных эгоистических устремлений и амбиций. Кулурис сыграл в этом фильме одну из самых важных ролей в своей карьере — роль Уолтера Паркса Тэтчера, «напоминающего Рокфеллера» «своенравного финансиста, управляющего бизнесом семьи Кейнов», который также был «холодным и враждебным опекуном юного Кейна».
«Большинство последующих кинообразов Кулуриса были по природе отрицательными». К этому времени его будущее в качестве киноактёра стало прочным, и он стал играть характерные роли в длинной серии голливудских фильмов 1940-х годов.
Фильмом, который укрепил репутацию Кулуриса как интересного и надёжного исполнителя отрицательных ролей, стала военная драма «Дозор на Рейне» (1943). Фильм был поставлен бродвейским режиссёром Херманом Шамлиным на основе его спектакля, а Кулурис сыграл в фильме ту же роль, что и в театре — шантажиста и предателя графа де Борковича.
В 1943 году Кулурис появился на экране ещё в трёх заметных военных драмах. Картина Сэма Вуда «По ком звонит колокол» (1943) по Эрнесту Хэмингуэю была посвящена Гражданской войне в Испании, главные роли в картине исполнили Гэри Купер и Ингрид Бергман, а Кулурис предстал в образе жестокого руководителя интербригад Андре Массара (его прототипом был Андре Марти). В военной драме Жана Ренуара «Эта земля моя» (1943) с Чарльзом Лоутоном, Джорджем Сэндерсом и Вальтером Слезаком в главных ролях Кулурис получил роль сотрудничающего с немецкими оккупационными властями французского прокурора. В триллере «Задание в Бретани» (1943) Кулурис сыграл немецкого офицера, который захватывает и допрашивает главного героя, офицера вооружённых сил Свободной Франции (Жан-Пьер Омон), направленного в Бретань для выполнения специального задания.
В драме Клиффорда Одетса «Только одинокое сердце» (1944) с Кэри Грантом в главной роли Кулурис сыграл роль гангстера, созданный им образ кинокритик «Нью-Йорк таймс» Босли Кроутер охарактеризовал как «саму сущность утончённого, изысканного порока». В том же году Кулурис сыграл беспринципного военного спекулянта в фэнтези-драме «Между двух миров» (1944). Сменив ненадолго амплуа отрицательного персонажа, в мелодраме Винсента Шермана «Мистер Скеффингтон» (1944) Кулурис сыграл роль доктора Байлса, в обязанности которого входит постоянный уход за богатой и эгоистичной главной героиней (Бетт Дейвис).
В 1945 году Кулурис был агентом немецкой контрразведки в военной драме Питера Годфри "Отель «Берлин» (1945) и симпатизирующего фашистам британского капитана в триллере «Секретный агент» (1945) с участием Шарля Буайе и Лорен Бэколл. В том же году Кулурис исполнил небольшие роли в комедийном детективе «Леди на поезде» (1945) с участием Дины Дурбин и в биопике о Фредерике Шопене «Песня на память» (1945).
В военной драме «Раса господ» (1945) Кулурис сыграл главную роль нацистского офицера, который в 1944 году инкогнито селится в бельгийской деревне, чтобы создать там коммуну приверженцев нацистской идеологии. Критик Босли Кроутер в «Нью-Йорк таймс» отметил, что в этой роли «Кулурис улавливает внешние проявления холодного немецкого милитаризма, но создаёт образ в стандартном мелодраматическом стиле».
В 1946-48 годах Кулурис сыграл в трёх наиболее значимых фильмах нуар в своей карьере. В картине Дона Сигела «Вердикт» (1946) с участием Сидни Гринстрита и Питера Лорре Кулурис исполнил роль недалёкого, самодовольного инспектора Скотленд-Ярда, а в картине Жана Негулеско «Никто не вечен» (1946) с Джоном Гарфилдом и Джеральдин Фицджеральд он был главарём банды преступников, вовлекающем героя в свою аферу. В фильме нуар Дугласа Сирка «Спи, моя любовь» (1948) Кулурис играет роль фотографа, которого главный отрицательный персонаж (Дон Амичи) нанимает в качестве лже-психотерапевта для своей жены (Клодетт Кольбер) с целью довести её до самоубийства и завладеть её значительным наследством.
Год спустя в комедийном триллере «Там, где жизнь» (1947) Кулурис сыграл премьер-министра вымышленной восточноевропейской страны Баровии, который отправляется в Нью-Йорк за наследником убитого монарха, ничего не подозревающим радиоведущим (Боб Хоуп), однако в тайне участвует в заговоре с целью захватить власть.
В 1948 году вышло несколько памятных фильмов с участием Кулуриса. Самым известным среди них стала историческая драма Виктора Флеминга в формате Текниколор «Жанна д’Арк» (1948) с Ингрид Бергман в главной роли, где Кулурис сыграл сэра Робера де Бодрикура, командующего гарнизоном в Вокулёре, который сначала с недоверием относится к планам Жанны начать борьбу с англичанами, а затем сам даёт указание сопроводить её к дофину Франции. В комедии на тему Гражданской войны в США «Южный янки» (1948) с Редом Скелтоном в главной роли Кулурис сыграл знаменитого шпиона армии конфедератов. Он также сыграл роль военного прокурора в мелодраме Джона Фэрроу «Превыше славы» (1948), в которой бывшего солдата (Алан Лэдд) обвиняют в том, что на фронте по его вине погиб командир.

## Продолжение карьеры в Британии (1950-е годы)
В конце 1940-х годов Кулурис вернулся в Англию, поступив в бристольский театр «Олд Вик», где одной из его наиболее заметных работ стала роль Тартюфа, а затем перебрался в Лондон. В 1950-60-е годы Кулурис, «несмотря на репутацию киноактёра, оставался крепким театральным актёром». В эти годы он исполнял роли доктора Штокмана в спектакле по пьесе Генрика Ибсена «Враг народа», Патрика Флинна в «Тени и звёздах» Шона О’Кейси, Эдгара в «Пляске смерти» Августа Стриндберга и Большого папочку в «Кошке на раскалённой крыше» Теннесси Уильямса.
«В Британии его кинороли были довольно обыденными, хотя порой ему удавалось сыграть интересные роли, в частности, туземца Бабалачи в «Изгнанник с островов» (1951) режиссёра Кэрола Рида». В 1952 году он сыграл в детективе Ральфа Томаса «Венецианская птица» (1952), приключенческом детективе Джорджа Маршалла «Дуэль в джунглях» (1954) с голливудскими звёздами Дэной Эндрюсом и Джинн Крейн, действие которого происходит в Родезии, а также в историческое драме Хосе Феррера «Я обвиняю!» (1958) о знаменитом деле Дрейфуса.
Среди наиболее популярных фильмов с участием Кулуриса в этот период были также криминальная комедия Вэла Геста «Сбежавший автобус» (1954), серия комедий Ральфа Томаса «Доктор в доме» (1954), «Доктор на море» (1955) и «Доктор на свободе» (1957) с Дерком Богардом в главной роли, а также военная комедия Джона Бултинга «Успехи рядового» (1957).

## Кинокарьера (1960-80-е годы)
В 1960-е годы Кулурис сыграл небольшие роли в библейской драме Николаса Рэя «Царь царей» (1961), хоррор-триллере Фредди Фрэнсиса «Череп» (1965), приключенческом триллере Стенли Донена «Арабеска» (1966) с Грегори Пеком и Софи Лорен, криминальной комедии Бэзила Дирдена «Бюро убийств» (1969) с участием Оливера Рида, Дианы Ригг и Телли Саваласа.
В 1970-е годы Кулурис появился на экране в небольших ролях во многих широко признанных фильмах, среди них фантастическая криминальная драма Стэнли Кубрика «Заводной апельсин» (1971), тюремная драма Франклина Шеффнера «Мотылёк» (1973) с Дастином Хоффманом и Стивом МакКуинном, детектив Сидни Люмета по роману Агаты Кристи «Убийство в „Восточном экспрессе“» (1974), а также биографическая драма Кена Рассела «Малер» (1974). В этот период Кулурис снялся также в серии низкобюджетных фильмов, среди них фантастические ленты «Смерть травы» (1970) и «Окончательная программа» (1973), фильмы ужасов «Кровь из могилы мумии» (1971), «Замок ужаса» (1972) и «Антихрист» (1974).
Страдая от болезни Паркинсона, Кулурис тем не менее продолжал работать вплоть до начала 1980-х годов, в последний раз появившись на экране в британской гангстерской драме Джона Маккензи «Долгая Страстная пятница» (1980) и во французской нео-нуаровой комедии Франсуа Трюффо «Скорей бы воскресенье!» (1983).

## Работа на телевидении (1950—1980-е годы)
Начиная с 1950-х годов, Кулурис сыграл в 50 различных телесериалах. Значимой работой Кулуриса на телевидении стала постоянная роль научного писателя Харкурта Броуна в телесериалах канала АВС «Первопроходчики на Марс» (1960—1961, 6 эпизодов) и «Первопроходчики на Венеру» (1961, 8 эпизодов).
Другими наиболее заметными сериалами, в которых снимался Кулурис, были «Опасный человек» (1961), «Мегрэ» (1961—1963), «Третий человек» (1962), «Доктор Кто» (1964), «Заключённый» (1967), «Поиск» (1973), «Королевский суд» (1975), «Супруги Харт» (1984) и другие.

## Личная жизнь
Кулурис был женат дважды. В первом браке у него родилось двое детей — Джордж Франклин, который работает преподавателем в области компьютеров, и Мари Луиз, которая стала художницей. После смерти первой жены в 1976 году Кулурис женился повторно. Со второй женой он прожил вплоть до своей смерти.

## Смерть
Джордж Кулурис умер 25 апреля 1989 года от сердечной недостаточности после болезни Паркинсона в Лондоне.

## Фильмография
- 1933 — Кристофер Бин / Christopher Bean — Таллент
- 1939 — Улицы Нью-Йорка / The Streets of New York (телефильм)
- 1940 — Всё это и небо в придачу / All This, and Heaven Too — Чарпентьер
- 1940 — Та самая дама / The Lady in Question — адвокат
- 1941 — Гражданин Кейн / Citizen Kane — Уолтер Паркс Тэтчер
- 1943 — Задание в Бретани / Assignment in Brittany — капитан Ханс Хольц
- 1943 — Эта земля моя / This Land Is Mine — обвинитель
- 1943 — Дозор на Рейне / Watch on the Rhine — Тек де Бранкович
- 1943 — По ком звонит колокол / For Whom the Bell Tolls — Андрэ Массар (в титрах не указан)
- 1944 — Между двух миров / Between Two Worlds — мистер Лингли
- 1944 — Мистер Скеффингтон / Mr. Skeffington — доктор Байлс
- 1944 — Раса господ / The Master Race — фон Бек
- 1944 — Только одинокое сердце / None But the Lonely Heart — Джим Мординой
- 1945 — Песня на память / A Song to Remember — Луи Плейель
- 1945 — Отель «Берлин» / Hotel Berlin — Йоахим Хелм
- 1945 — Леди в поезде / Lady on a Train — мистер Сондерс
- 1945 — Секретный агент / Confidential Agent — капитан Карри
- 1946 — Никто не вечен / Nobody Lives Forever — Док Гэнсон
- 1946 — Вердикт / The Verdict — суперинтендант Джон Р. Бакли
- 1947 — Калифорния / California — капитан Фараон Коффин
- 1947 — Мистер окружной прокурор / Mr. District Attorney — Джеймс Рэндольф
- 1947 — Там, где жизнь / Where There’s Life — премьер-министр Кривоч
- 1948 — Спи, моя любовь / Sleep, My Love — Шарль Вернэ
- 1948 — Превыше славы / Beyond Glory — Лью Проктор
- 1948 — Южный янки / A Southern Yankee — майор Джек Драмман, он же Серый паук
- 1948 — Жанна Д’Арк / Joan of Arc — сэр Роберт де Бодрикур
- 1948 — Телевизионный театр «Филко» / The Philco Television Playhouse (телесериал, 1 эпизод)
- 1951 — Свидание с Венерой / Appointment with Venus — капитан Вайсс
- 1951 — Изгнанник с островов / Outcast of the Islands — Бабалачи
- 1951—1955 — BBC Театр воскресным вечером / BBC Sunday-Night Theatre (телесериал, 10 эпизодов)
- 1952 — Убей или будешь убит / Kill or Be Killed — Виктор Слома
- 1952 — Венецианская птица / Venetian Bird — шеф полиции Спадони
- 1953 — Суть дела / The Heart of the Matter — португальский капитан
- 1953 — Памятный день / A Day to Remember — капитан иностранного легиона
- 1953 — Собака и алмазы / The Dog and the Diamonds — Форбс
- 1954 — Сбежавший автобус / The Runaway Bus — Эдвард Шродер
- 1954 — Доктор в доме / Doctor in the House — Бриггс
- 1954 — Дуэль в джунглях / Duel in the Jungle — капитан Мэлбёрн
- 1954 — Загадка Текмана / The Teckman Mystery — Гарвин
- 1954 — Маска в пыли / Mask of Dust — «Пик» Даллапиккола
- 1955 — Доктор на море / Doctor at Sea — «Чиппи» плотник
- 1955 — Театр Лондона / London Playhouse (телесериал, 1 эпизод)
- 1955—1956 — Дуглас Фэрбенкс мл. представляет / Douglas Fairbanks, Jr., Presents (телесериал, 2 эпизода)
- 1955—1958 — Телетеатр ITV / ITV Television Playhouse (телесериал, 2 эпизода)
- 1956 — Успехи рядового / Private’s Progress — падре
- 1956 — Полковник Марч из Скотленд-Ярда / Colonel March of Scotland Yard (телесериал, 1 эпизод)
- 1956 — Псевдоним / Nom-de-Plume (телесериал, 1 эпизод)
- 1956 — Приключения Эджи / The Adventures of Aggie (телесериал, 1 эпизод)
- 1957 — Доктор на свободе / Doctor at Large — Пэскоу
- 1957 — Тарзан и неудачное сафари / Tarzan and the Lost Safari — Карл Краски
- 1957 — Семь громов / Seven Thunders — Поль Бурдэн
- 1957 — Убей меня завтра / Kill Me Tomorrow — Хайнц Веббер
- 1957 — Человек без тела / The Man Without a Body — Карл Брассард
- 1957 — Порок / The Vise (телесериал, 1 эпизод)
- 1957 — Назначение: Иностранный легион / Assignment Foreign Legion (телесериал, 1 эпизод)
- 1958 — Я обвиняю! / I Accuse! — полковник Сандхерр
- 1958 — Нет времени умирать / No Time to Die — комендант итальянского лагеря для военнопленных
- 1958 — Закон и беспорядок / Law and Disorder — «Бенни» Бенсьюзон
- 1958 — Большие деньги / The Big Money — полковник
- 1958 — Шпион в небе / Spy in the Sky! — полковник Бенедикт
- 1958 — Сын Робина Гуда / The Son of Robin Hood — Алан А. Дэйл
- 1958 — Пожиратель женщин / Womaneater — доктор Джеймс Моран
- 1958 — Пропавший король / The Lost King (телесериал, 1 эпизод)
- 1958 — Субботний театр / Saturday Playhouse (телесериал, 1 эпизод)
- 1959 — Истории викингов / Tales of the Vikings (телесериал, 1 эпизод)
- 1959 — Чарльсворт / Charlesworth (телесериал, 1 эпизод)
- 1960 — Десять медовых месяцев Синей бороды / Bluebeards Ten Honeymoons — Лакост
- 1960 — Заговор сердец / Conspiracy of Hearts — Петрелли
- 1960 — Мальчик, который украл миллион / The Boy Who Stole a Million — управляющий банком
- 1960 — Пакет с сюрпризом / Surprise Package — доктор Хьюго Панцер
- 1960 — Полчаса Хэнкока / Hancock’s Half Hour (телесериал, 1 эпизод)
- 1960—1961 — Первопроходцы на Марс / Pathfinders to Mars (телесериал, 6 эпизодов)
- 1961 — Царь царей / King of Kings — погонщик верблюдов
- 1961 — Опасный человек / Danger Man (телесериал, 1 эпизод)
- 1961 — Первопроходцы на Венеру / Pathfinders to Venus (телесериал, 8 эпизодов)
- 1961 — Отдел призраков / Ghost Squad (телесериал, 1 эпизод)
- 1961 — Ярость в заливе контрабандистов / Fury at Smugglers' Bay — Франсуа Лежен
- 1961—1963 — Мегрэ / Maigret (телесериал, 2 эпизода)
- 1962 — Саспенс / Suspense (телесериал, 1 эпизод)
- 1962 — Третий человек / The Third Man (телесериал, 1 эпизод)
- 1962 — Человек мира / Man of the World (телесериал, 1 эпизод)
- 1962—1965 — Шоу Дикки Хендерсона / The Dickie Henderson Show (телесериал, 3 эпизода)
- 1963 — Крейн / Crane (телесериал, 1 эпизод)
- 1963 — В прохладе дня / In the Cool of the Day (сцены удалены)
- 1963 — Автомобили Z / Z Cars (телесериал, 1 эпизод)
- 1963 — Ноль один / Zero One (телесериал, 1 эпизод)
- 1964 — Доктор Кто / Doctor Who (телесериал, 1 эпизод)
- 1964 — Мисс Приключение / Miss Adventure (телесериал, 1 эпизод)
- 1965 — Преступная дорога / The Crooked Road — Карло
- 1965 — Череп / The Skull — доктор Лонд
- 1965 — Скраггз / Scruggs
- 1965 — Херевард Уэйк / Hereward the Wake (телесериал, 1 эпизод)
- 1965 — Р3 / R3 (телесериал, 1 эпизод)
- 1966 — Арабеска / Arabesque — Раджиб
- 1966 — Злоключения О’Брайена / The Trials of O’Brien (телесериал, 2 эпизода)
- 1967 — Слишком много воров / Too Many Thieves — Эндрю
- 1967 — Призрачный мир / Haunted (телесериал, 1 эпизод)
- 1967 — Заключённый / The Prisoner (телесериал, 1 эпизод)
- 1967 — Данди и Калхейн / Dundee and the Culhane (телесериал, 1 эпизод)
- 1967 — Пьеса по средам / The Wednesday Play (телесериал, 1 эпизод)
- 1967 — Опасный человек / Danger Man (телесериал, 1 эпизод)
- 1968 — Короши / Koroshi (телефильм) — контролёр
- 1968 — Другие люди / The Other People — инспектор полиции
- 1969 — Бюро убийств / The Assassination Bureau — швейцарский крестьянин
- 1969 — Захватчики земли / Land Raiders — Карденас
- 1969 — Христос, распятый заново / Christ Recrucified (мини-сериал) — старый Ладас
- 1970 — Смерть травы / No Blade of Grass — мистер Стердевант
- 1970 — Нечестно / Unfair! (короткометражка) — судья
- 1970 — Наш милый дом / Ours Is a Nice House (телесериал, 1 эпизод)
- 1971 — Заводной апельсин / A Clockwork Orange — профессор (в титрах не указан)
- 1971 — Кровь из гробницы мумии / Blood from the Mummy’s Tomb — Берригэн
- 1972 — Под грузом улик / Clouds of Witness (мини-сериал) — мистер Гримторп
- 1972 — Замок зла / Tower of Evil — Джон Гёрни
- 1972 — Пьеса месяца ВВС / BBC Play of the Month (телесериал, 1 эпизод)
- 1973 — Конечная программа / The Final Programme — доктор Пэвис
- 1973 — Мотылёк / Papillon — доктор Шаталь
- 1973 — Чужой / The Stranger (телефильм) — Макси Грин
- 1973 — Чай, кофе или меня? / Coffee, Tea or Me? (телефильм) — доктор
- 1973 — Поиск / Search (телесериал, 1 эпизод)
- 1974 — Малер / Mahler — доктор Рот
- 1974 — Прогресс Перси / Percy’s Progress — профессор Годовский
- 1974 — Убийство в «Восточном экспрессе» / Murder on the Orient Express — доктор
- 1974 — Антихрист / L’anticristo — отец Миттнер
- 1974 — Клуб самоубийц / The Suicide Club (телефильм)
- 1975 — Королевский суд / Crown Court (телесериал, 1 эпизод)
- 1976 — Закричи на дьявола / Shout at the Devil — Эль Кеб
- 1976 — Ритц / The Ritz — старик Веспуччи
- 1976 — Театр BBC2 / BBC2 Playhouse (телесериал, 1 эпизод)
- 1978 — Птицы падают вниз / The Birds Fall Down (мини-сериал) — Николай
- 1978 — Люди как мы / People Like Us (мини-сериал) — Якоб Сокольский
- 1978 — Охота Думбольта / The Doombolt Chase (телесериал, 4 эпизода)
- 1980 — Долгая Страстная пятница / The Long Good Friday — Гас
- 1981 — Маленький мир Дона Камилло / The Little World of Don Camillo (телесериал, 1 эпизод)
- 1983 — Скорей бы воскресенье! / Vivement dimanche! — Ляблаш
- 1983 — Расследование ведёт Джемима Шор / Jemima Shore Investigates (телесериал, 1 эпизод)
- 1984 — Супруги Харт / Hart to Hart (телесериал, 1 эпизод)
- 1985 — Муссолини / Mussolini: The Untold Story (мини-сериал) — ДеБоно